# Don't Don (bài hát)
Don't Don (tiếng Hàn: 돈 돈!) là một bài hát R&B/rock thuộc thể loại SMP, do Yoo Young-jin sáng tác và sản xuất. Ca khúc do nhóm nhạc Hàn Quốc Super Junior thực hiện, và là ca khúc chủ đề nằm trong album phòng thu thứ hai của nhóm có tựa đề cùng tên Don't Don, phát hành vào ngày 20 tháng 9 năm 2007.
Vào ngày 21 tháng 9 năm 2007, nhóm đã có màn diễn đầu tiên cho bài hát này trên chương trình âm nhạc Music Bank của đài KBS. Ca khúc đã xuất hiện trên hầu hết các bảng xếp hạng âm nhạc Hàn Quốc và luôn nằm trong top 20 bài hát suốt nhiều tuần.

## Lịch sử
"Don't Don" là bài đầu tiên trong album phòng thu thứ hai của Super Junior Don't Don, là sự kết hợp giữa các thể loại Rock, R&B, Rap, dance-pop với nhịp điệu nhanh. Ca khúc đã ra mắt trong top 20 ở hầu hết các bảng xếp hạng âm nhạc Hàn Quốc bắt đầu từ tuần thứ hai của tháng 10. "Don't Don" do nhạc sĩ Yoo Young-jin sản xuất và đồng sáng tác với Groovie K. Đây là một ca khúc thuộc thể loại SMP (SM Music Performance - thể loại được chính Yoo Young-jin sáng lập), được cấu thành từ những đoạn guitar ngắn nhưng cực mạnh, nhạc cụ bộ gõ, tiếng violin điện tử solo, và âm thanh các loại nhạc cụ khác pha trộn lẫn nhau để tạo nên sự hòa âm đặc sắc giữa các loại nhạc cụ. Bài hát bao gồm nhiều đoạn rap và màn diễn violin solo, thực hiện bởi một học viên là Hoa Kiều Canada của SM Entertainment có tên Henry Lau, người sau này trở thành một thành viên của Super Junior-M.
Tên bài có sử dụng sự đồng âm giữa hai từ: "Don't" (tiếng Anh) nghĩa là "Đừng", hay "ngừng lại", và "Don" (Tiếng Hàn:돈) có nghĩa là "Tiền"; hoặc nó cũng là một sự chơi chữ trong tiếng Hàn, với danh từ "Don" (Tiếng Hàn:돈) có nghĩa là "Tiền" và tính từ "Donda" (Tiếng Hàn: 돈다), có nghĩa là "phát điên". Lời bài hát nói về nỗ lực biến thế giới trở thành một nơi trong sạch và tốt đẹp hơn để dành cho những thế hệ tương lai, và gửi một thông điệp về cách thức mà đồng tiền, thói đạo đức giả và những thay đổi trong xã hội có thể biến thế giới thành một nơi tồi tệ đến thế nào.

## Video âm nhạc

Một phần vũ đạo của Don't Don

Vũ đạo của bài hát được dàn dựng bởi các thành viên của Super Junior. Vũ đạo ở đây đã phát triển một cách trưởng thành hơn so với các bài trước đó của nhóm, nhưng điệu nhảy đẩy hông trong đĩa đơn trước đó "U" vẫn được sử dụng lại, cùng với điệu nhảy robot, những bước di chuyển mềm mại và bùng nổ với màn nhảy solo đã cho thấy sự trưởng thành thần kì trong hình ảnh của Super Junior. Trong music video, các thành viên Super Junior nhảy trên nền của một cuộc chiến với lửa, những đám cháy và không khí nóng bức bao quanh. Họ cũng đã chạy trốn khỏi sự săn đuổi của một chiếc xe bọc thép lớn, nhảy qua một khe nứt lớn cũng như vượt qua những nguy hiểm khác. MV được phát hành dưới hai phiên bản, phiên bản thứ hai có thêm sự xuất hiện Henry Lau, và cảnh một mặt trời rực lửa treo lơ lửng trên bầu trời tăm tối ở gần cuối MV. Nền của MV là một mớ hỗn độn và rối loạn, giống như lời bài hát khi muốn nói về ảnh hưởng của đồng tiền đang khiến thế giới trở nên điên loạn và ngày càng giả dối hơn nữa. Video quay trên nền những cảnh nguy hiểm với mong muốn gửi một thông điệp và cảnh báo đến khán giả, không giống những bài hát trước đó của Super Junior khi ý nghĩa bài hát không được biểu lộ nhiều lắm trong MV.
Henry Lau chơi violin trong suốt đoạn dance break của MV.

## Giải thưởng
"Don't Don" ra mắt ở vị trí không cao trên hầu hết các bảng xếp hạng âm nhạc trực tuyến. Nó giành được vị trí số #1 đầu tiên là Mutizen song trên chương trình Inkigayo của đài SBS ngày 21 tháng 10 năm 2007, một tháng sau khi phát hành. "Don't Don" cũng giành được chiến thắng thứ hai vào ngày 1 tháng 11 năm 2007 trên chương trình M!Countdown của M.NET khi chiến thắng trong cuộc cạnh tranh với đĩa đơn "Everyday" của V.O.S. Dù rất thành công trong doanh số bán album nhưng Don't Don lại không gặt hái được nhiều thành công như đĩa đơn trước đó "U" trên các bảng xếp hạng âm nhạc khác.

## Thành phần tham gia
- Leeteuk – hát (rap, điệp khúc, giọng nền)
- Heechul – hát (rap, điệp khúc, giọng nền)
- Han Geng – hát (phần chính, điệp khúc, giọng nền)
- Yesung – hát (phần chính, điệp khúc, giọng nền)
- Kangin – hát (phần chính, điệp khúc, giọng nền)
- Shindong – hát (rap, điệp khúc, giọng nền)
- Sungmin – hát (phần chính, điệp khúc, giọng nền)
- Eunhyuk – hát (rap, điệp khúc, giọng nền)
- Donghae – hát (phần chính, điệp khúc, giọng nền)
- Siwon – hát (phần chính, điệp khúc, giọng nền)
- Ryeowook – hát (phần chính, điệp khúc, giọng nền)
- Kibum – hát (rap, điệp khúc, giọng nền)
- Kyuhyun – hát (phần chính, điệp khúc, giọng nền)
- Yoo Young-jin – hát (giọng nền)

## Tranh cãi
Với sự xuất hiện của Henry Lau, một học viên người Canada gốc Hoa của SM Entertainment, người đã có một màn diễn violin solo trong bài hát, một cuộc xung đột đã bắt đầu nổ ra từ phía các thành viên fanclub của Super Junior. Trong buổi diễn ra mắt của "Don't Don" vào ngày 21 tháng 9 năm 2007, các fan của Super Junior đều ủng hộ Henry với màn diễn violin của anh cùng Super Junior. Nhưng sau khi SM Entertainment thông báo rằng Henry sẽ sớm được ra mắt cùng một nhóm nhỏ mới của Super Junior là Super Junior-China, thì các fan lại bắt đầu giận dữ với công ty vì kết nạp thành viên thứ 14 vào Super Junior. Nhiều fan bắt đầu nhiếc móc Henry và còn tẩy chay tất cả sản phẩm của SM Entertainment. Các fan cũng hét "Mười ba" trong suốt phần solo của Henry trong mỗi màn diễn của Super Junior. Tuy nhiên, SM Entertainment đã ra mặt và nói rằng Henry sẽ không được thêm vào Super Junior mà chỉ hoạt động cùng với nhóm nhỏ ở Trung Quốc mà thôi.

## Sự cố ho ra máu của Heechul
Kim Heechul đã từng nói về thời gian Super Junior quảng bá cho "Don't Don" như sau:
| “ | "Khi chúng tôi thu âm cho 'Don't Don', tôi đã được giao cho việc hét to "Super Junior" ở cuối bài. Nhạc sĩ sáng tác đã rất kỳ vọng rằng tôi sẽ làm tốt sau khi nghe tôi thử lần đầu tiên. Tôi luôn cảm thấy tràn đầy sức mạnh và cứ mỗi khi nhóm biểu diễn bài hát, tôi sẽ lại hét một cách rất mạnh mẽ. Nhưng chỉ sau vài lần, máu bắt đầu xuất hiện. Tôi bắt đầu ho ra máu sau mỗi màn diễn 'Don't Don'". | ” |

## Trên các bảng xếp hạng
"Don't Don" xuất hiện trên nhiều bảng xếp hạng âm nhạc của Hàn Quốc vào tuần thứ hai của tháng 10. Nó ra mắt ở vị trí thứ #7.
| Bảng xếp hạng (2007)    | Vị trí Cao nhất |
| ----------------------- | --------------- |
| Chart Korea             | 1               |
| M.NET M!Countdown Chart | 1               |
| Inkigayo Take 7 Charts  | 1               |